# Hudishibana
Hudishibana är ett platåberg i Aruba (Kungariket Nederländerna). Det ligger i den nordvästra delen av landet, 10 km norr om huvudstaden Oranjestad. Toppen på Hudishibana är 26 meter över havet,. 
På Huishibana står fyren California. Den har fått sitt namn efter ångfartyget California som sjönk i havet utanför Hudishibana den 23 september 1891.